# Готель кохання

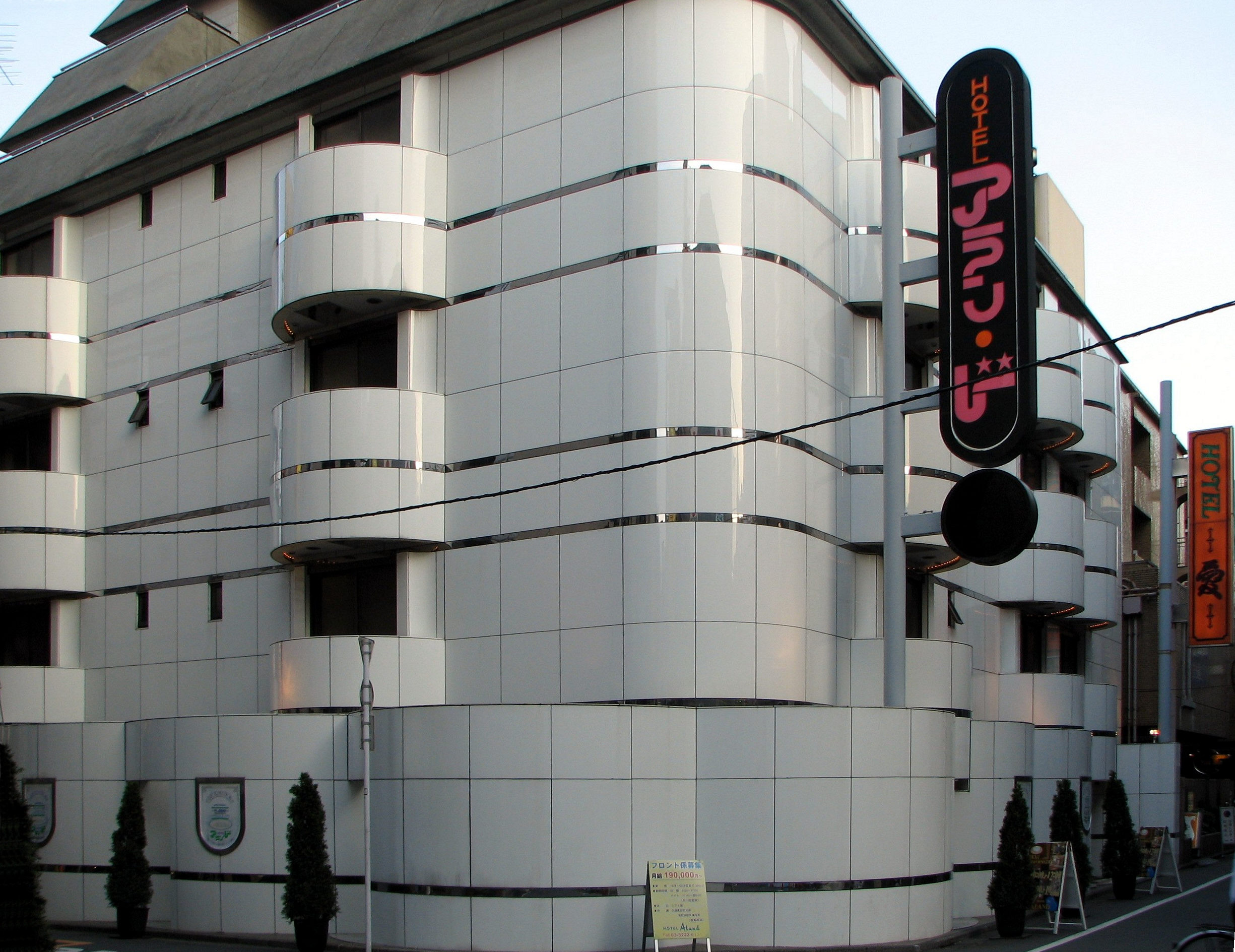
«Готель кохання» у токійському районі Кабукі-тьо не має вікон

«Готель кохання» (англ. love hotel) — прийнята в багатьох країнах евфемістична назва готелів нетривалого перебування, де пари можуть усамітнитися для сексуальних стосунків. Термін з'явився завдяки готелю «Hotel Love» в Осаці (Японія), збудованому 1968 року.

## Характерні особливості

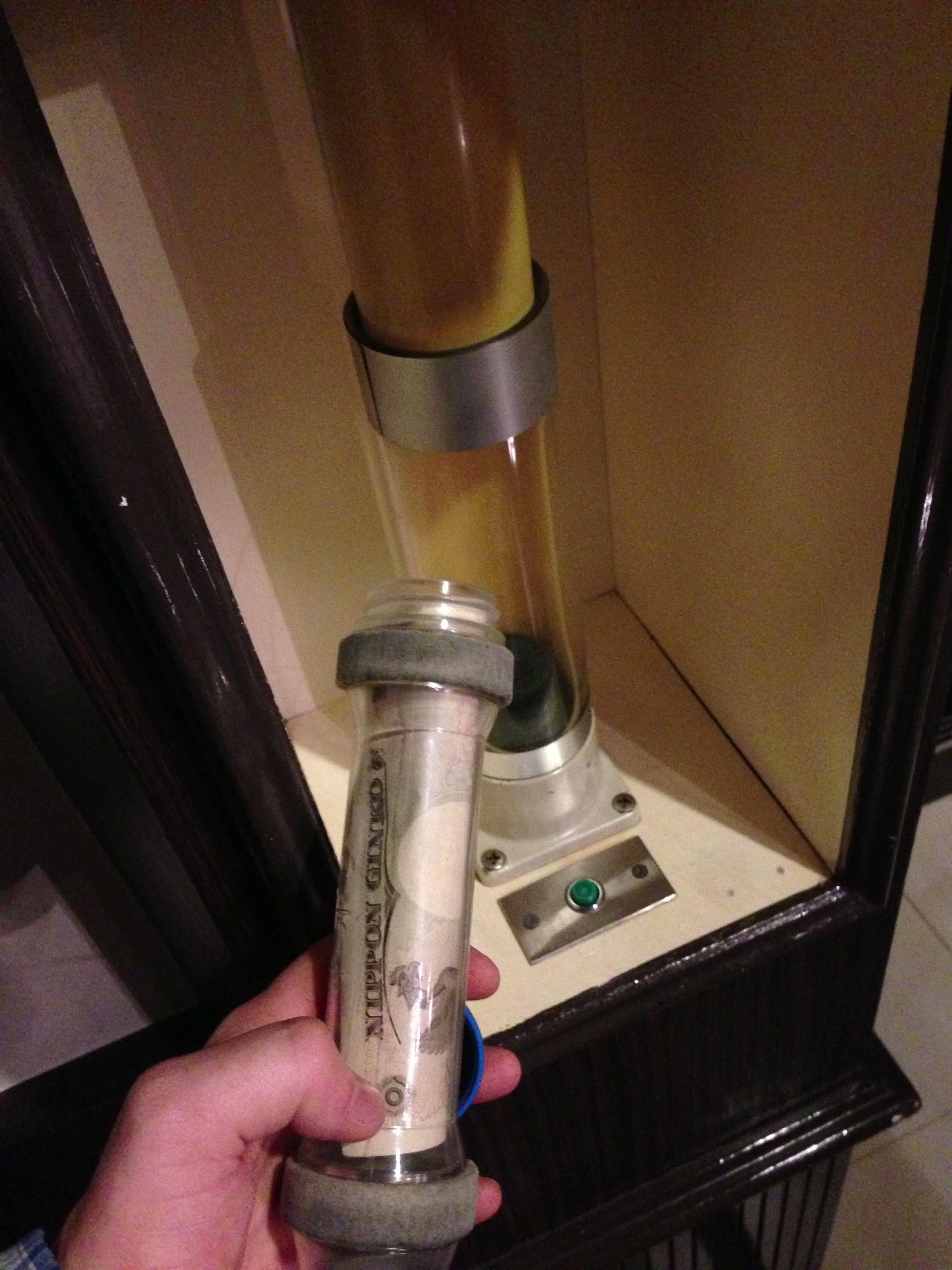
Отримання рахунка пневмопоштою

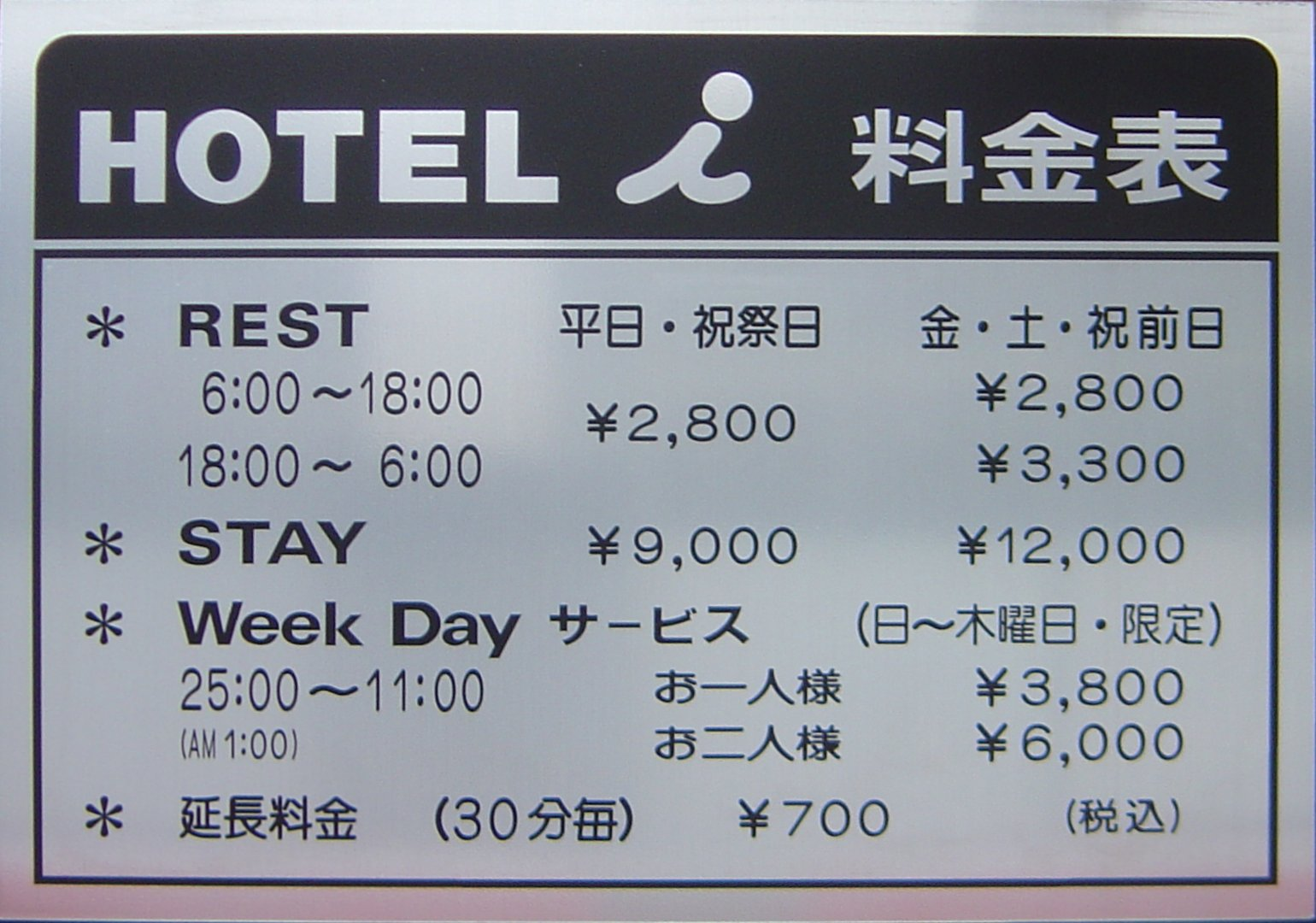
Розцінки за перебування у готелі: за «відпочинок» і за «ніч»

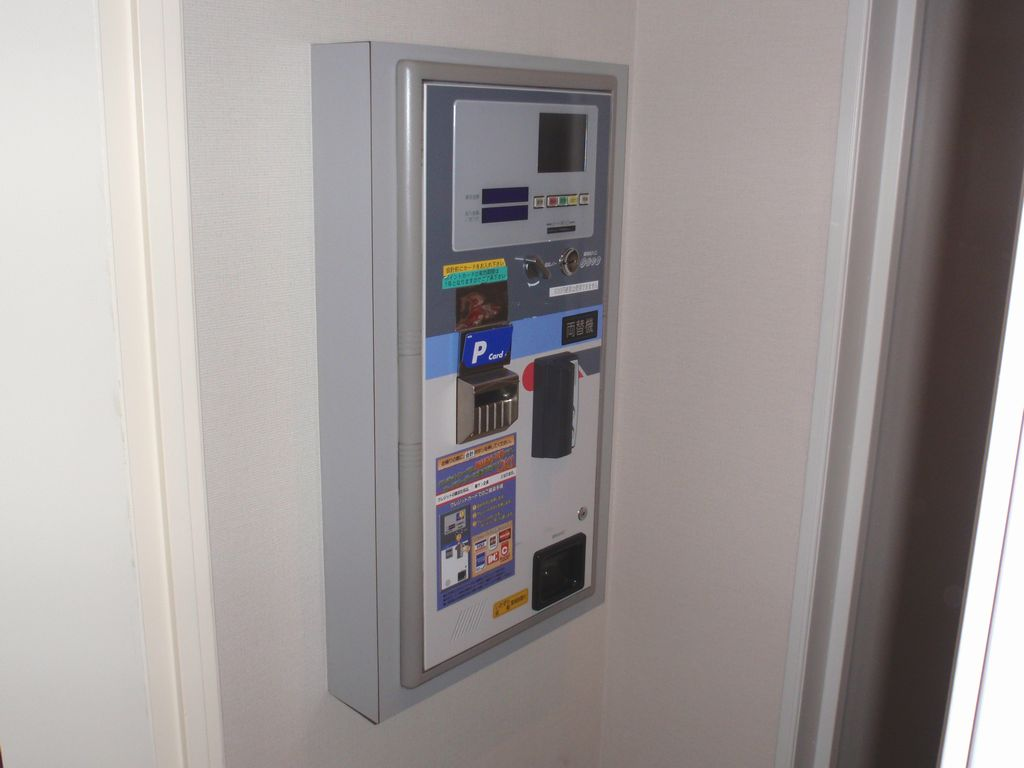
Панель електронної оплати у номері

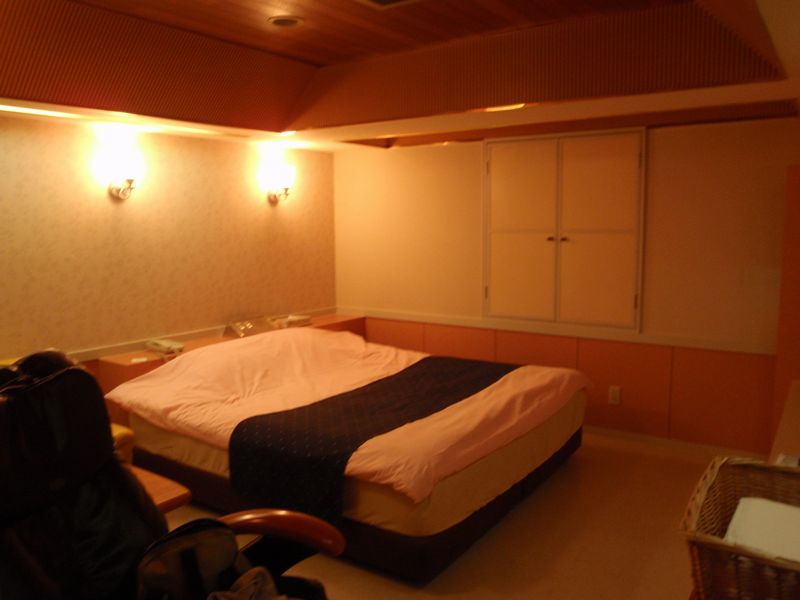
Кімната в типовому готелі кохання

«Готелі кохання» можуть бути позначатися на вході символами сердець і пропозицією «відпочинку» (англ. rest, яп. 休憩, «кюкей»), причому як на термін 1-4 годин, так і на цілу ніч. Розцінки у денний час зазвичай дешевші. Бронювання місць не передбачено, тимчасово залишати найнятий номер теж не дозволено. Ці місця можуть також використовуватися повіями для побачень з клієнтом, а також як звичайні готельні номери.
Входи до готелів розташовані у непримітних місцях, спілкування клієнтів з персоналом зведене до мінімуму. Вибір номерів часто автоматизований: за допомогою кнопок на спеціальній панелі, а рахунок відправляють пневмопоштою чи в електронному вигляді з автоматичним друком (співробітник готелю може також розміщатися за напівпрозорим склом). Паркувальні ділянки для машин теж часто приховують. Вікон у таких готелях небагато: теж з причини приватності.
Готелі кохання можуть бути кількох класів. Дешевші з них скромно обставлені, готелі вищого класу можуть бути вбрані зображеннями персонажів аніме, споряджені обертовими ліжками, дзеркальними стелями, обладнанням для караоке, незвичайним освітленням тощо. Можлива стилізація номерів під середньовічні замки та інший фентезійний антураж. Присутнє там і S&M-приладдя.
Розташовані такі заклади, як правило, у районах поблизу вокзалів, біля автомагістралей на міських окраїнах, а також у промислових районах. Вони можуть відрізнятися нарочито кричущою архітектурою, бути оформлені у вигляді замків, кораблів чи літаючих тарілок і ілюміновані неоновим освітленням. Втім, більшість мають цілком пересічний, непоказний вигляд, з маленькими прихованими вікнами або навіть взагалі без вікон.

## У країнах світу

### Японія
Історія «готелів кохання» (яп. ラブホテル, rabu hoteru, «рабу хотеру») у Японії починається напочатку доби Едо: офіційно це були постоялі двори чи чайні будинки, куди можна було потрапити непомітно для сторонніх очей (іноді їх навіть споряджали підземними ходами). Такі заклади існували в Едо і в Кіото. Сучасні «готелі кохання» походять від «чайних кімнат» (яп. 茶屋, «чая»), що використовували як повії з клієнтами, так і пари коханців. Після Другої Світової війни щодо них поширився термін «цурекомі ядо» (連れ込み宿, буквально — «принеси притулок з собою»), що первісно означав прості домашні готелі з кількома кімнатами. Ці установи поперше з'явилися в околицях Токіо (багато у чому через попит з боку окупаційних американських військ) і зазнали справжнього буму після 1958 року — коли легальна проституція опинилася під забороною.
Річний прибуток від японської індустрії «готелів кохання» оцінюють понад 40 млрд доларів США, що у два рази більше, ніж прибутки від індустрії аніме.
За статистикою, щороку відбувається 500 млн відвідувань 37 000 японських «готелів кохання». Таким чином, щодня їх відвідують 1,4 млн пар, тобто 2 % від населення Японії.

### Південна Корея
У Південній Кореї «готелі кохання» (кор. 러브호텔), які також відомі там як «мотелі кохання», уперше з'явилися у середині 1980-х. Первісно вони називались словом «Parktel» (кор. 박텔). Бурний розвиток цієї індустрії пов'язується з Олімпіадою-1988 у Сеулі.

### Таїланд
У Таїланді подібні установи існують з 1935 року. Налічують близько 100 «готелів кохання» у Бангкоку, переважно зосереджених у районі Ратчадафішек-Роуд. Уряд більше не дає дозволень на цей бізнес, але закони успішно обходять. Окрім любовних пар, цими готелями користуються не надто заможні туристи.

### В інших країнах
Аналогічні заклади існують також в інших країнах Східної Азії — Сингапурі, Тайвані, Гонконгу.
Ідея «готелів кохання» використовується і в Центральній та Південній Америці. Там вони називаються по-іншому: у Гватемалі — autohotel («автоготель»); у Чилі — hotel parejero («готель для пар»); у Домініканській Республіці — cabaña («буда»), motele («мотель») або estadero («шинкар»); в Аргентині та в Уругваю — albergue transitorio («нетривалий притулок») або скорочено telo; у Мексиці, Бразилії, Пуерто-Рико — просто motels, «мотелі».
У Нігерії «готелі кохання» називаються short-time («короткий час»): часто це непоказні будови в густонаселених районах. Деякі готелі пропонують подібні послуги неофіційно.
У Сполучених Штатах і Канаді функції «готелів кохання» часто виконують деякі мотелі, розташовані у непрестижних районах. Відомі під простомовною назвою «no-tell motels» («мовчазні мотелі»), вони тепер певною мірою занепадають, оскільки місцеві закони дедалі вимагають від власників мотелів обов'язкового надання інформації про клієнтів правоохоронним органам.
В Океанії (Нова Зеландія) перший готель кохання відкрили в травні 2011 року, в Австралії — у серпні того ж року.

## Економічні аспекти
Останніми роками індустрія готелів кохання вдається до структурованого фінансування. У готелях, де грошові потоки сек'юритизовані, можна проводити деякі фінансові операції.